# Paterna sane sollicitudo
Paterna sane sollicitudo es una carta apostólica de Pío XI, de fecha 2 de febrero de 1926, dirigida al arzobispo de México, José Mora y del Río, y a los demás obispos de México. En ella se refiere a la situación a que se encuentra sometida la Iglesia en México por la imposición de unas leyes que suponen una guerra contra la religión, incluyendo la expulsión del delegado apostólico del papa. En esa situación del papa exhorta al episcopado mexicano a reaccionar con la oración e impulsando el desarrollo de la Acción Católica, así como a evitar cualquier acción que pueda interpretarse como una vinculación con cualquier partido católico.

## Contenido de la carta
La carta comienza mostrando su preocupación por la situación en que encuentra la Iglesia en México

Paterna sane sollicitudo, qua Nos, pro supremo munere, quod divinitus obtinemus, omnes quotquot sunt ubique terrarum christifideles prosequimur, omnino postulat, ut, quos potissimum videamus maiore aegritudine aftectos adeoque communis Patris studiosiore cura egentes, eos peculiari quadam voluntate diligamus.
La solicitud paternal que, por el alto oficio recibido de la divina Providencia, sentimos por todos los fieles esparcidos por las diversas partes de la tierra, sin duda nos pide que amemos con particular afecto a aquellos que, encontrándose más afligidos, necesitan un cuidado más atento del Padre común.
Incipit de la carta Paterna sane sollicitudo

Por esto, desde el inicio de su pontificado le ha preocupado especialmente los atropellos que sufre la Iglesia en México. Consecuencia de unas leyes injustas que impiden su libertad. Ya Benedicto XV alabó la protesta de los obispos mexicanos al rechazar esas leyes injustas; una protesta que el papa ratifica mediante esta carta. Señala también la ofensa que ha supuesto la expulsión por el gobierno mexicano de su Delegado Apostólico y explica que si ae abstuvo de formular su protesta fue con la esperanza de que el gobierno aceptase las razones del su Delegado.
Efectivamente, pareció que así sucedía cuando poco después el gobierno se comprometió a recibir un nuevo Delegado Apostólico. Sin embargo, después de recibirlo, aprovechando su ausencia temporal, le prohibió volver a México, y esto sin ninguna causa justa. Por otra parte, cada día se adoptan medidas más rigurosas que impiden a los cristianos ejercer sus derechos y cumplir con los deberes con la religión cristiana; y, mientras tanto,  

el Gobierno niega a la Iglesia Católica esa libertad que concede ampliamente a una secta cismática a la que llama "Iglesia Nacional"; favorece la formación y las iniciativas sólo porque es contraria a los derechos de la Iglesia romana, y os considera enemigos de la República porque defendéis la integridad y seguridad del patrimonio de la fe ancestral.
Paterna sane sollicitudo (AAS vol. XVIII, p. 177)

El papa manifiesta su agradecimiento a la Divina Providencia, y alaba el comportamiento -fiel a la Iglesia- de los obispos y de los fieles Por otra parte recuerda que -tal como expuso en el Sagrado Consistorio del pasado 14 de diciembre- no se puede esperar tiempos mejores sino contando con la intervención de la misericordia divina y la actuación unánime y disciplinada del pueblo fiel.
En los últimos párrafos de la carta el papa anima a los obispos a impulsar la acción católica entre los fieles; consejo que se une a la actitud que ha de mantenerse respecto a los partidos políticos.

en la difícil situación en que os encontráis, es absolutamente necesario, Venerables Hermanos, que vosotros, todo el clero y también las asociaciones católicas, os mantengáis completamente al margen de cualquier partido político, para no ofrecer a vuestros adversarios ningún pretexto para confundir su fe con cualquier partido o facción. Por tanto, todos los católicos de la República Mexicana, como tales, no tendrán que formar un partido político de nombre católico, y en particular los obispos y sacerdotes, como ya loablemente lo hacen, no se afiliarán a ningún partido político y no colaborarán con ningún periódico del partido, ya que su ministerio está necesariamente destinado a todos los fieles, más aún, a todos los ciudadanos.
Paterna sane sollicitudo (AAS vol. XVIII, p. 178)

Esto no quiere decir -aclara- que los sacerdotes deban desinteresarse de los asuntos civiles o políticos; pues, manteniéndose fuera cualquier partido político, deben contribuir al bien de la nación: ejerciendo diligentemente sus derechos y deberes, y formando la conciencia de los fieles según las normas de la ley de Dios y de la Iglesia. Siguiendo estos consejos se obtendrá la ayuda de Dios y la solución de los graves problemas que sufre en México la Iglesia 

## Documentos adjuntos
La publicación, en el Acta Apostolicae Sedis, de la Carta apostólica  incluye al pie del documento el intercambio epistolar entre la Secretaría de Estado de la Santa Sede, y el Secretario de Asuntos Exteriores del Gobierno mexicano.

### Carta del Secretario de Estado
El cardenal Gasperri, Secretario de Estado de su Santidad, se dirigió el 5 de septiembre de 1924 al Secretario de Asuntos Exteriores de la República de México, consultándole si el gobierno mexicano aceptaría la presencia en el país de un Delegado Apostólico de su Santidad. Inicia esa consulta exponiendo que, por personas bien informadas, ha conocido la disposición favorable del gobierno a esa posibilidad. 
Anuncia que, si la respuesta es positiva, se le comunicará al gobierno el nombre del delegado, a quien se le darán instrucciones para que en la provisión de las diócesis sean nombrados obispos no envueltos en las luchas políticas. 

### Respuesta del Secretario de Asuntos Exteriores
Aaron Sáenz, Secretario de Asuntos Exteriores, respondió a la carta del Secretario de Estado el 25 de octubre de 1924; en su respuesta confirma la disposición del gobierno mexicano a aceptar la presencia en México de un Delegado Apostólico, y recoge textualmente las condiciones que el Secretario de Estado había indicado para las funciones que el Delegado realizaría. 
Indica, explícitamente, que responde a la petición por acuerdo del Presidente de la República. En el escrito, insiste en las condiciones que deberán cumplir los obispos que se nombren: no se mezclarán en las luchas políticas y, en unión con su clero, se dedicarán a las funciones de su ministerio eclesiástico, así el gobierno espera 

que se obtengan los mejores frutos, desde el momento en que se harán cesar actividades que, desde hace largo tiempo, han sido el principal obstáculo entre el Estado y la Iglesia Católica; y asimismo queda impuesto de que se darán al nuevo Delegado las facultades necesarias para ponerse en contacto con este Gobierno cuando lo requieran las circunstancias
AAS, vol. XVIII,p.181.